# Bassa Bresciana
La Bassa Bresciana (Bàsa Bresana in dialetto bresciano) o Pianura bresciana è una zona interamente pianeggiante posta a sud della città di Brescia nell'omonima provincia. La piana è delimitata a ovest dalle colline della Franciacorta, mentre ad Est dalle colline moreniche del Garda. 

## Geografia

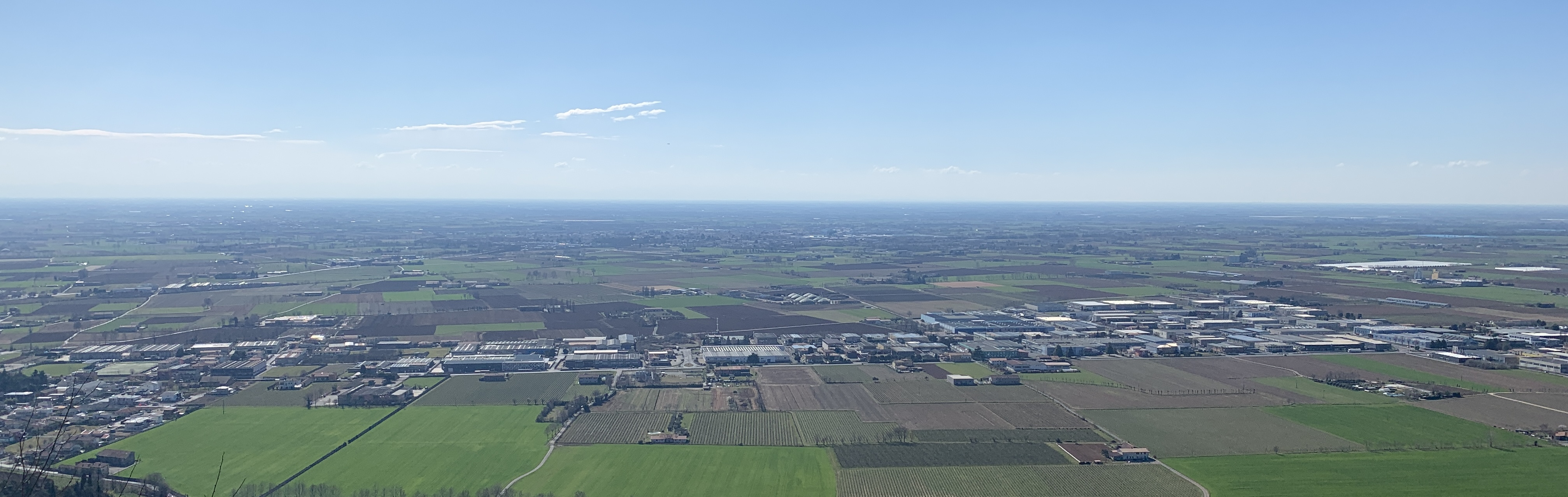
Bassa Bresciana occidentale vista dal Monte Orfano

La Bassa Bresciana è grossomodo limitata a est e a ovest dai fiumi Chiese e Oglio, a nord dalle colline moreniche prealpine (Ronchi, Franciacorta e del Benaco), i suoi confini meridionali sono segnati dall'inizio della provincia di Cremona e di quella di Mantova.
Il territorio è costituito dall'area rientrante nella provincia di Brescia della Val Padana; la Bassa è perciò interamente pianeggiante.
Data la sua vastità la zona è suddivisa in Bassa Bresciana occidentale, Bassa Bresciana centrale e Bassa Bresciana orientale.
Il rischio sismico del territorio è praticamente nullo o basso, a differenza di altri territori della provincia, come i comuni nelle vicinanza del lago di Garda, classificati a medio rischio sismico.

### Idrologia
Il suo territorio è solcato da innumerevoli fiumi minori e vasi artificiali per l'irrigazione agricola.
I principali corsi d'acqua sono:
- Fiume Oglio
- Fiume Mella
- Fiume Chiese
- Fiume Gambara

Nella zona orientale sono presenti in alcune zone le cosiddette risorgive.

### Paesaggio

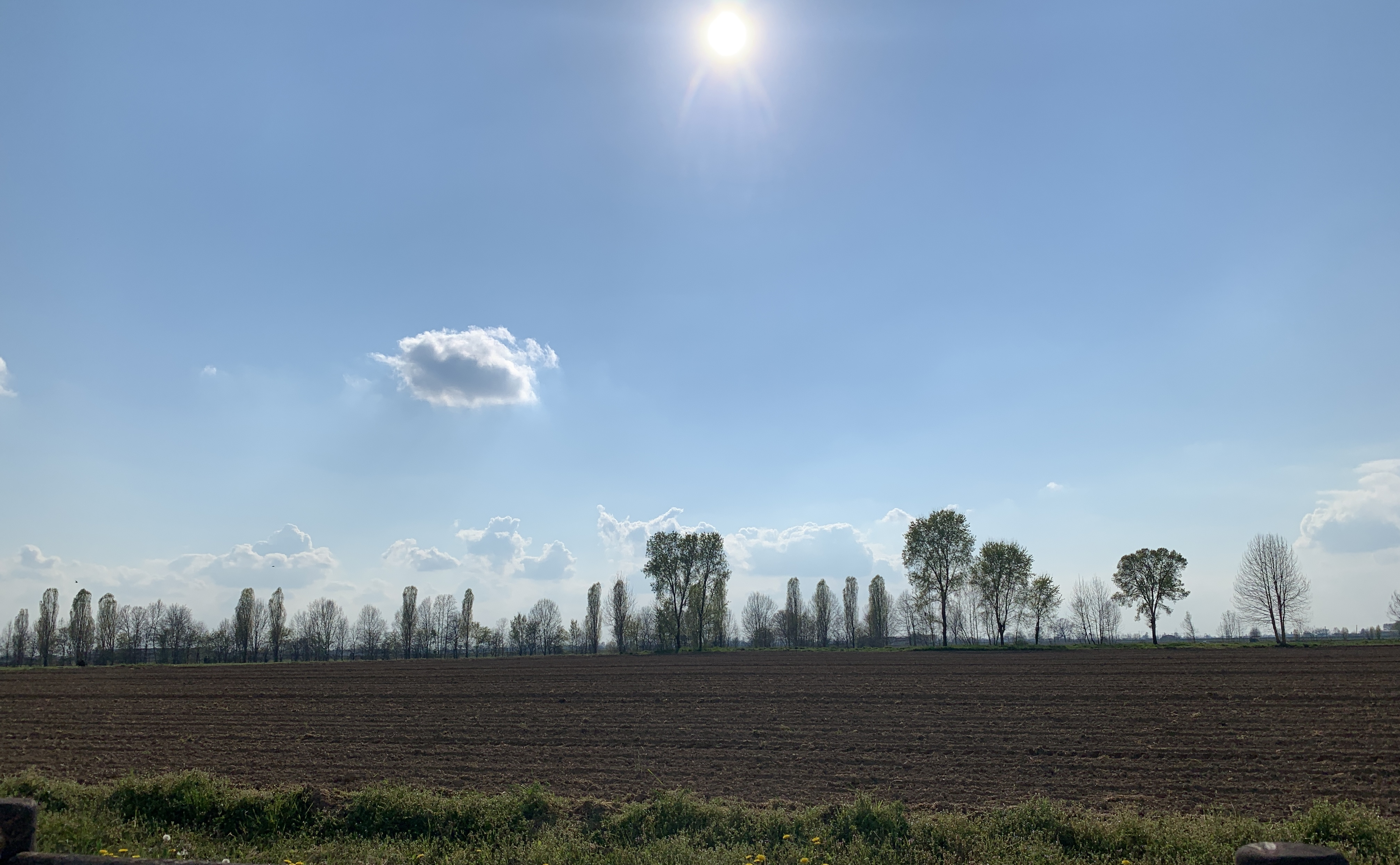
Campi nei pressi di San Gervasio Bresciano

Il paesaggio della Bassa Bresciana, è un paesaggio di tipo agricolo carattereizzato da campi medio grandi nell'area a nord vicino al capoluogo, per poi andare ad ingrandirsi man mano si prosegue verso sud e da cascine e complessi agricoli che si alternano ai borghi e centri abitati. La coltivazione in prevalenza un tempo incentrato sulla rotazione delle culture è oggi invece incentrata sulla monocoltura prevalente di Mais. Altre colture sono presenti ad oggi, come l'orzo ed il grano tra cui il monococco di Cigole.
Un tempo era presente anche la coltivazione del riso, principalmente nelle aree a ridosso dell'Oglio, dove era più facile il reperimento dell'acqua e la presenza dei mulini per la lavorazione del cereale.
Di grande importanza la presenza delle marcite, tipica tecnica lombarda dove grazie alla presenza di risorgive grandi campi venivano ricoperti d'acqua durante l'inverno per evitare la gelatura e garantire la produzione di foraggio per gli allevamenti.
L'area della bassa bresciana, principalmente pianeggiante presenta però due piccole aree collinari nei pressi di Castenedolo e Capriano del colle.
Nelle aree collinari vi è una forte presenza della viticultura principalmente in filari.

### Parchi
Nel territorio della Bassa Bresciana sono presenti molte zone protette di interesse regionale e sovracomunale tra cui:
- Il Parco del Monte Netto  (Capriano del Colle, Flero e Poncarale.)
- Il Parco dell'Oglio nord
- Il parco sovracomunale del fiume Strone[6] (San Paolo, Verolavecchia, Verolanuova e Pontevico)

### Clima
Il clima della Bassa Bresciana è quello tipico della pianura Padana: l'estate è calda e afosa con qualche temporale mentre l'inverno è freddo e nebbioso con qualche nevicata, spesso anche di media entità. Le precipitazioni sono abbastanza ben distribuite nel corso dell'anno, assumendo caratteri temporaleschi in estate e nevosi in inverno. La ventilazione è pressoché assente.

## Storia

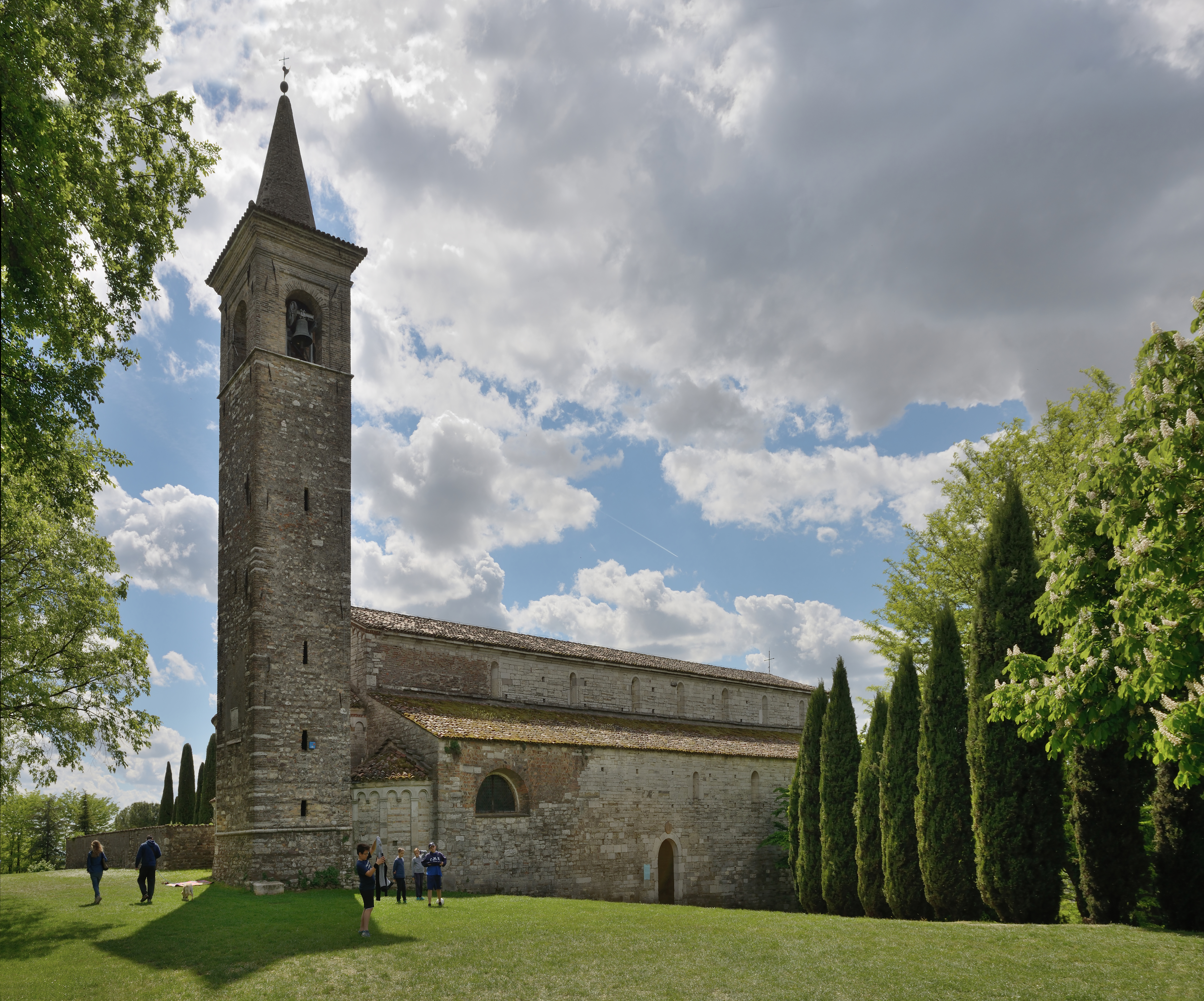
Chiesa di San Pancrazio a Montichiari

La presenza dell'uomo nel territorio della Bassa Bresciana risale al tempo della glaciazione di Riss, come testimoniato da numerosi reperti disseppelliti nell'area di Montichiari, fra i quali i più antichi risalgono al Paleolitico medio. Questi uomini vivevano in semplici capanne costruite con i materiali che la natura offriva, successivamente (età del bronzo) vennero edificate le palafitte e si sviluppò la civiltà delle terramare come nel caso di Remedello e del Castellaro nel comune di Gottolengo. Nel corso dei secoli l'agricoltura si sviluppò, e iniziarono quindi le prime opere di bonifica, così come l'allevamento e le attività domestiche come la filatura e la tessitura si affinarono. Nella Bassa Bresciana sono stati rinvenuti oggetti di matrice etrusca testimoniando così la presenza della loro egemonia sul territorio. Agli Etruschi subentrarono i Galli Cenomani, che introdussero nella zona l'uso della moneta (tesoretto di Manerbio) e s'insediarono stabilmente nella zona come testimoniato dalla nascita della cultura di Remedello. Il popolo gallico fu nel 196 a.C. conquistato da quello romano, con la venuta dei Romani sorsero molti degli attuali centri abitati della Bassa, la romanizzazione del territorio è tuttora visibile nella zona, infatti i campi ricalcano ancora molti dei canoni dell'agrimensura e della centuriazione.
Ai Romani subentrarono poi durante il periodo una numerose serie di popoli barbarici, gli ultimi fra questi, i Longobardi, si stanziarono stabilmente nell'area. Queste genti sottoposero la Bassa Bresciana così come avevano già in precedenza fatto i Romani alla città di Brescia istituendo un ducato. Il re longobardo Desiderio istituì a Leno un potente monastero di Benedettini: la Badia leonense che per qualche secolo avrebbe esercitato su molti paesi della Bassa un ruolo di giurisdizione sia politica che religiosa. Ai Longobardi subentrarono i Franchi, che suddivisero il territorio in feudi. la frammentazione politica diede il via all'età dei liberi comuni (Brescia, così come Chiari e altri importanti paesi della Bassa lo divenne) e successivamente alle signorie.
La Bassa Bresciana era a quel tempo in mano a diverse famiglie nobili come i Gambara (Bassa orientale e centrale) e i Martinengo (Bassa occidentale e centrale) che spesso erano in lotta fra loro e che costruirono nella zona numerose fortificazioni.
Dopo un primo periodo di dominazione viscontea nel territorio si impose la Repubblica di Venezia.
La Bassa Bresciana entrò a far parte del Regno d'Italia solo dopo le vittorie dei sardo-piemontesi nelle di battaglie di Solferino e San Martino.
Agli inizi del Novecento iniziò il processo d'industrializzazione della Bassa, che si sarebbe concluso durante il secondo dopoguerra. Le due guerre portarono miseria nell'area, che fu più volte bombardata.
Nel ventunesimo secolo la Bassa Bresciana è ancora molto attaccata all'agricoltura, anche se in molti comuni ormai le industrie e i servizi hanno preso il sopravvento.
A Seniga fu ospite durante l'estate del 1947, l'allora prete Karol Wojityla che in seguito sarebbe divenuto Papa Giovanni Paolo II. Grande appassionato di ciclismo don Karol Wojityla che dagli abitanti di Seniga venne italianizzato col nome di don Carlo, partecipò a numerose escursioni ciclistiche lungo la bassa bresciana visitando tra cui la pieve di Quinzano, la chiesa della Madonna di Ripa d'Oglio a Pontevico la e pieve di Comella presso Seniga.

## Comuni
La Bassa Bresciana è composta da 64 comuni e costituisce circa un quarto della superficie e un terzo della popolazione della provincia.
Di seguito è riportata la lista dei comuni della Bassa Bresciana con popolazione superiore ai 10 000 abitanti (dati: Istat 31-12-2023):
| Pos. | Stemma | Comune               | In dialetto Bresciano | Popolazione ab. | Superficie km² | Densità ab/km² | Altitudine m s.l.m. | Zona                        |
| ---- | ------ | -------------------- | --------------------- | --------------- | -------------- | -------------- | ------------------- | --------------------------- |
| 1º   |        | Montichiari          | Munticiàr             | 26 367          | 81,19          | 306,01         | 104                 | Bassa Bresciana orientale   |
| 2º   |        | Palazzolo sull'Oglio | Palasöl               | 20 264          | 23,06          | 869,04         | 166                 | Bassa Bresciana occidentale |
| 3º   |        | Chiari               | Ciare                 | 19 348          | 38             | 495,79         | 138                 | Bassa Bresciana occidentale |
| 4º   |        | Ghedi                | Ghét                  | 18 546          | 60,76          | 311,87         | 85                  | Bassa Bresciana orientale   |
| 5º   |        | Leno                 | Lén                   | 14 423          | 58,64          | 246,2          | 66                  | Bassa Bresciana orientale   |
| 6º   |        | Travagliato          | Traaiàt               | 13 848          | 17             | 810,06         | 129                 | Bassa Bresciana occidentale |
| 7º   |        | Manerbio             | Manèrbe               | 13 484          | 27,81          | 468,25         | 64                  | Bassa Bresciana centrale    |
| 8º   |        | Calcinato            | Calsinàt              | 13 038          | 33,39          | 385,14         | 171                 | Bassa Bresciana orientale   |
| 9º   |        | Carpenedolo          | Carpenédol            | 13 033          | 30,12          | 432,57         | 78                  | Bassa Bresciana orientale   |
| 10º  |        | Bagnolo Mella        | Bagnöl                | 12 433          | 31,29          | 410,64         | 85                  | Bassa Bresciana orientale   |
| 11º  |        | Orzinuovi            | i Urs Nöf             | 12 470          | 48             | 263,83         | 81                  | Bassa Bresciana occidentale |
| 12º  |        | Castenedolo          | Castignidol           | 11 711          | 26,23          | 436,75         | 152                 | Bassa Bresciana orientale   |
| 13º  |        | Castel Mella         | Castelmèla            | 10 869          | 7,4            | 1 495,54       | 106                 | Bassa Bresciana occidentale |

## Trasporti ed infrastrutture

### Trasporto su strada
La Bassa Bresciana è attraversata dalla A21 che da Cremona porta a Brescia disponendo di due caselli autostradali, quello di Pontevico e quello di Manerbio dove, raggiunta la città di Brescia si incrocia con la A4 e dal Raccordo Autostradale Ospitaletto-Montichiari che attualmente è in fase di costruzione e finitura in diversi punti sulla SP 19 e il resto è in fase di costruzione.
Per quanto riguarda le strade quelle principali sono la Lenese che parte da Orzinuovi e passando da Manerbio, Leno e Ghedi arriva a Montichiari, la SS 45 bis che collega Cremona a Brescia, fino a Trento lateralmente all'autostrada A21 toccando i comuni di Manerbio (incrocio con la SS 668) e Bagnolo Mella a pochi km da Brescia. Infine la SS 235 la quale inizia a Brescia e termina a Pavia attraversando alcuni paesi come Roncadelle, Lograto e Orzinuovi. A carattere locale si segnala la SP IX detta Quinzanese proprio perché collega Brescia a Quinzano.

### Trasporto su rotaia

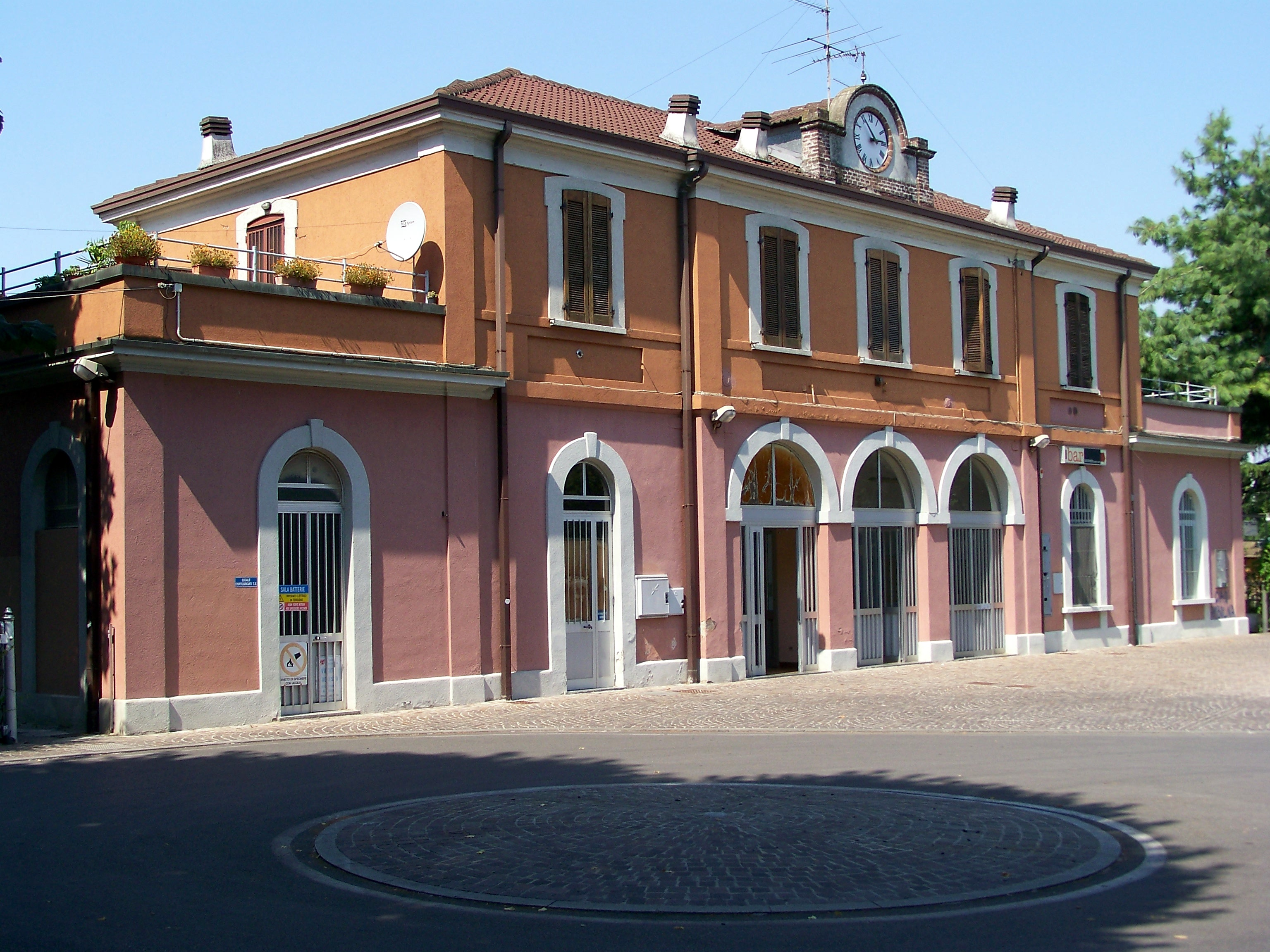
La facciata della stazione di Manerbio nel 2008

La Bassa bresciana è interessata da diverse linee ferroviarie. Sono tutte gestite da Rete Ferroviaria Italiana (RFI), mentre il servizio di trasporto a livello locale è curato da Trenord sulla base di un contratto di servizio con la regione Lombardia.
La ferrovia Brescia-Cremona, collegando i due capoluoghi di provincia lombardi, attraversa la parte centrale della Bassa, passando per i territori di Bagnolo Mella, Manerbio, Verolanuova e Pontevico. I primi tre comuni sono dotati di stazioni ferroviarie, mentre Pontevico è invece servita dalla stazione posta a settentrione dell'abitato di Robecco d'Oglio, la quale è appunto denominata Robecco-Pontevico. Le stazioni di questa linea sono impresenziate dalla metà degli anni novanta a seguito della decisione delle Ferrovie dello Stato di esercire la linea tramite Dirigente Centrale Operativo con sede presso la stazione di Cremona.
La Brescia-Parma unisce il capoluogo lombardo con quello emiliano attraversando i territori della fascia orientale e meridionale della Bassa: Montirone, Ghedi, Calvisano, Visano e Remedello, tutti dotati di almeno una stazione. Calvisano è dotato di due impianti: una stazione presso la frazione di Viadana Bresciana, raccordata alla vicina acciaieria, e una fermata nei pressi del centro abitato. Anche Remedello ha due impianti a servizio di ognuna delle sue frazioni principali: in particolare Remedello Sopra è una stazione, mentre Remedello Sotto è una fermata. Al termine del 2008 è stato attivato l'esercizio tramite Dirigente Centrale Operativo con sede a Cremona, per cui le stazioni sono state progressivamente private di capostazione.
La ferrovia Milano-Venezia solca i territori nord-occidentali, come Urago d'Oglio, Chiari, Rovato e Travagliato, per poi costeggiare a settentrione la Bassa attraversando i comuni di Rezzato, Mazzano (Ciliverghe) e Calcinato. Non tutti sono serviti da stazioni o fermate, come Urago e Ciliverghe, e in certi casi la stazione è distante dal centro abitato, come nei casi di Calcinato e Rovato, mentre quella servente Travagliato è posta in territorio di Ospitaletto: il nome dello scalo, infatti, è composto da quelli delle due località. La stazione di Rezzato è chiusa al servizio viaggiatori, ma rimane attiva per il trasporto di merci.
La Lecco-Brescia solca a settentrione i territori occidentali della Bassa da Palazzolo sull'Oglio a Rovato, passando per Cologne e Coccaglio; tutti i centri sono dotati di una stazione ferroviaria adibita al servizio passeggeri. La stazione di Rovato è inoltre in comune con la Milano-Venezia ed è raccordata al vicino scalo di Rovato FN, appartenente al breve ramo ferroviario diretto a Bornato sulla ferrovia Brescia-Iseo-Edolo. Quest'ultimo è l'unico tratto attivo appartenente alla dismessa ferrovia per Cremona, gestita dalla Società Nazionale Ferrovie e Tramvie, ed è utilizzato per il solo trasporto di merci proveniente dalla Val Camonica.
Quest'ultima linea interessava la Bassa occidentale servendo, con degli appositi impianti, le frazioni meridionali di Rovato e i comuni di Castrezzato, Trenzano, Corzano, Pompiano, Orzivecchi e Orzinuovi. Fu aperta nel 1932 e chiusa nel 1956. Dalla stazione di Palazzolo sull'Oglio si dirama anche la linea per Paratico, da tempo dismessa ed impiegata da un servizio turistico stagionale svolto dall'associazione FTI - Ferrovie Turistiche Italiane.

### Trasporto aereo
Nel territorio si trova l'unico aeroporto civile della provincia, il Gabriele d'Annunzio, da cui partono voli nazionali ed internazionali, seppur in modesta misura rispetto al regime di Villafranca e di Orio al Serio. A fianco all'aeroporto di Montichiari, si trova la base aerea militare di Ghedi.

## Gastronomia

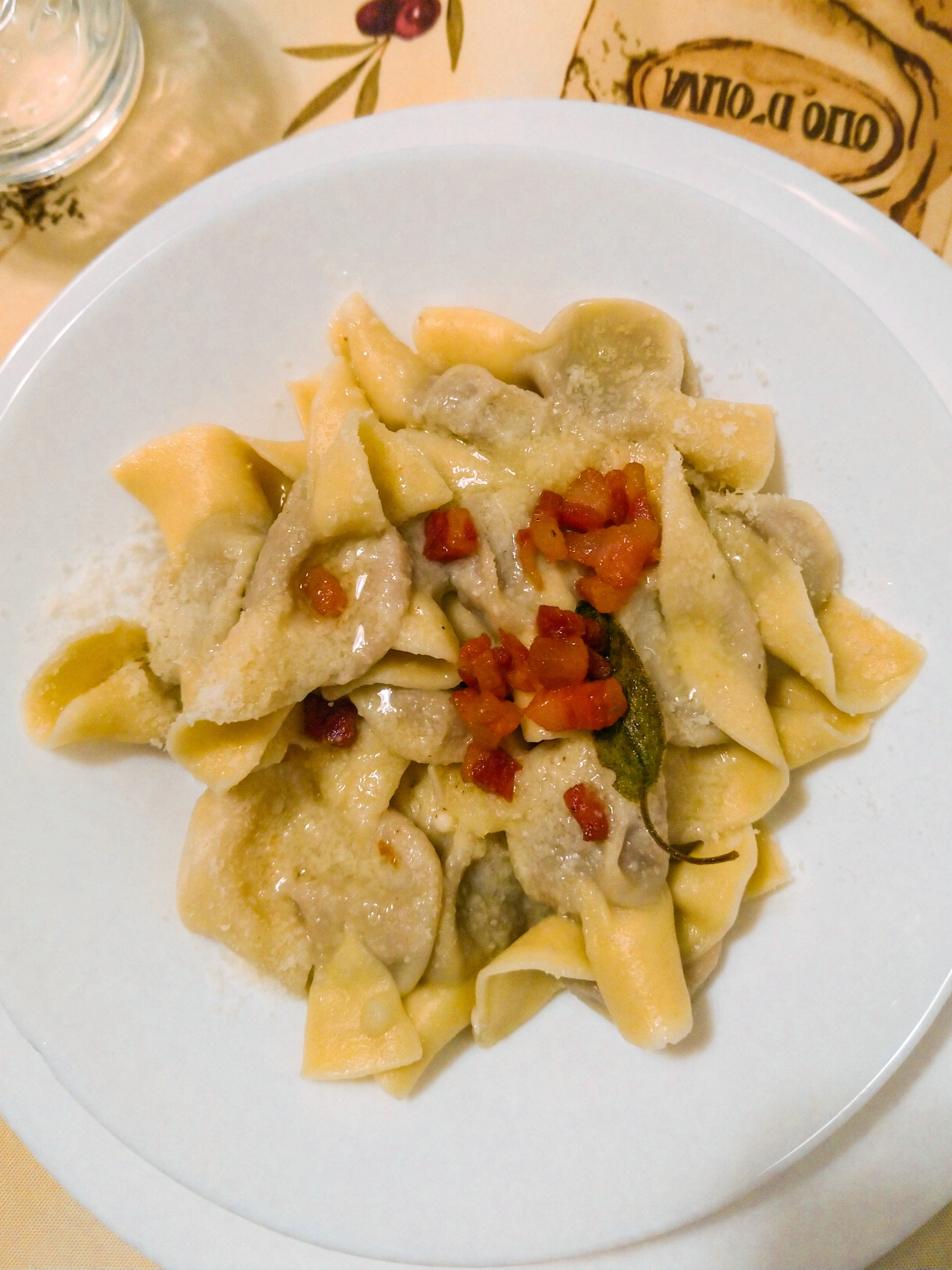
Casoncelli

Nel territorio della Bassa Bresciana sono prodotti alcuni piatti tipici: 
- Certamente il più famoso sono i casoncelli, fagottini ripieni con carne o verdure, che si producono specialmente a Barbariga e Longhena;
- La polenta fa la sua parte insieme allo spiedo (detto anche polenta e osei perché appunto sono gli uccellini, insieme a altre parti a essere cucinate allo spiedo);
- La folta presenza di allevamenti suinicoli favorisce la cultura degli insaccati, in particolare il salame crudo, ma anche bollito in pentola (si veda il "salame cotto di Quinzano d'Oglio");
- degna di nota è anche la "Sagra del fungo chiodino" (o "Sagra dèl Ciodèl" nel dialetto locale), una sagra che viene celebrata ogni anno a Dello nella seconda metà di ottobre. Qui è possibile gustare il fungo chiodino, che nella zona cresce spontaneo.
- A Borgosatollo uno dei piatti tipici sono le "rane e bose" , in passato facilmente reperibili nei canali e stagni del territorio.
- La minestra Mariconda[13] Molti comuni sono riconosciuti come zona di produzione del Grana Padano DOP.

### Prodotti De.Co.
Prodotti riconosciuti con la denominazione comunale d'origine:
- Casoncelli di Barbariga
- Casoncelli di Longhena
- Farro di San Paolo
- Malfatto di Carpenedolo
- Salame cotto di Quinzano d'Oglio
- Miele di tiglio di Quinzano d'Oglio[14]
- Salamine di Quinzanello

### Vini
- Santa Giustina Rosso Montenetto di Castenedolo
- Riva Stradella Rosso Montenetto di Castenedolo
- Rio Vallone Rosso Montenetto di Castenedolo
- Gobbo Rosso Casale Gabbadeo di Castenedolo[15]

## Vini DOC
Nella Bassa Bresciana passa il percorso della Strada del vino Colli dei Longobardi.
I vini prodotti nel territorio riportanti la dicitura DOC sono:
- Capriano del Colle Trebbiano
- Capriano del Colle novello rosso
- Capriano del Colle rosso
- Capriano del Colle rosso riserva
- Capriano del Colle Trebbiano frizzante[16]